# Coro de cámara Rías Baixas
El Coro de Cámara Rías Baixas es un ensemble vocal mixto con sede en Vigo. 

## Trayectoria
Se presentó en dicha ciudad en enero de 2014 con el propósito de dotar al sur de Galicia de una formación especializada en el montaje de obras para coro e instrumentos en colaboración con orquestas, bandas y grupos de cámara de la zona. Si bien afrontan todo tipo de repertorio, sus motivaciones principales giran en torno a la difusión de la obra de compositores gallegos, - con especial atención a los nuevos autores -, así como a servir de plataforma de preparación y promoción de nuevos solistas. Su currículo presenta multitud de conciertos a capela y con acompañamiento instrumental, tanto de producción propia como integrados en diversos ciclos o festivales como Outono Lírico, Vigo Sinfónico, Ciclo de Música Religiosa de Barcia de Mera, Nas Ondas, Pórtico Sonoro, Explurart, Cooltural Cambados y Festival Groba.
Su repertorio incluye varias obras fundamentales del repertorio coral entre las que pueden citarse la Petite Messe Solennelle de Gioachino Rossini (versión para dos pianos), el Réquiem en do menor de Luigi Cherubini, Music for the funeral of Queen Mary, de Henry Purcell, Misa en re mayor de Antonín Dvořák, la Misa de la Coronación y el Réquiem en re menor de Wolfgang Amadeus Mozart, el Réquiem en re menor de Gabriel Fauré o el Gloria de Antonio Vivaldi. Además, participó en El Mesías de Georg Friedrich Händel, en la grabación del documental Current of the Gulf con el pianista Alberto Conde y representó las óperas Rigoletto y Macbeth, de Giuseppe Verdi, Tosca, de Giacomo Puccini y El barbero de Sevilla, de Gioachino Rossini  Ha estrenado obras como Van Comigo y la versión para orquesta de cuerda de Os Anxos de Compostela, de Rogelio Groba, la composición coral inspirada en las siete Cantigas de amigo de Martín Codax compuesta por Brais González, así como Duns folios que foran brancos, de Miguel Matamoro, en colaboración con otros coros de Galicia.
Dentro del repertorio clásico a capela, el coro ha interpretado obras de compositores que cubren todos los periodos de la historia de la música, como Cristóbal de Morales, Tomás Luis de Victoria, William Byrd, Johann Sebastian Bach, Wolfgang Amadeus Mozart, Felix Mendelssohn, Charles Villiers Stanford y Guy Forbes, entre otros. También se incluyen en su repertorio obras de compositores gallegos, como Joam Trillo (Ingemisco, Eucarística), Julio Domínguez (Ave María), Daniel G. Artés (Aleluya) o Francisco Rey Rivero (Dúas cantigas de namorada).
El coro ha trabajado a lo largo de estos años con grupos instrumentales como la Orquesta de Cámara Galega, la Orquesta de Cámara Rías Baixas, la Orquesta Sinfónica de Galicia, la Orquesta Sinfónica Vigo 430 o la Real Filharmonía de Galicia, así como con el Ensemble Vigo 430, la Orquesta barroca Vigo 430 y los grupos de metal Tuvara Brass y Brass CCRB. Además de actuar regularmente bajo las órdenes de su director titular, el coro también ha actuado bajo la batuta de los maestros Paul Goodwin, Rogelio Groba, Vicent Alberola, Diego García, Diego Fortes, Maximino Zumalave o Lina Tur Bonet. La formación ha venido colaborando regularmente con pianistas como Alejo Amoedo Archivado el 3 de abril de 2019 en Wayback Machine. y Brais González y ha acompañado a solistas como Luis Cansino, Olena Sloia, Fabián Lara, Pablo Carballido y Beatriz Riobó, entre otros.
En mayo de 2023, Bruno Díaz, el director artístico y fundador, cesó su dirección, y en ese mismo mes, Brais González asumió como nuevo director artístico.

## Plantilla
Sopranos
- Noelia Ratel
- Marta González
- María del Pilar Bahamonde
- Cecilia Blanco
- Irene Rico
- Julia Turner
- María de los Santos Gago

Altos
- Marta Barrecheguren
- Uxía Matos
- Paula Abalde
- Sabela Girón
- Cristina Louzán
- Cristina Trillo
- Pilar Posada

Tenores
- Jesús Garre
- José García
- Juan Carlos Pardo
- Juan Antonio Gómez

Bajos
- Miguel Neira
- Ignacio Casares
- Rubén Troitiño

## Dirección artística
Brais González es uno de los pianistas más eclécticos de su generación, con una carrera que ha estado siempre dividida entre la interpretación clásica, una extensa labor como acompañante y músico de cámara, y un interesante recorrido como compositor y creador de realidades sonoras que buscan siempre unir universos estilísticos diversos, desde la música contemporánea hasta el folk, el indie o la música cinematográfica.
Nació en Vigo en 1987 e inició sus estudios de piano en su ciudad con los profesores Aleksandras Jurgelionis, Aldona Dvarionaité y Ricardas Biveinis, con quienes también estudió composición. Continuó su formación en la Universidad Mozarteum de Salzburgo (Austria) bajo la dirección del pianista Rolf Plagge, completando también sus estudios en el Conservatorio Superior de Vigo con Severino Ortiz y en el Conservatorio Superior de Oviedo.
Asistió a clases magistrales con numerosos profesores y concertistas, entre los que destacan Oxhana Yablonskaya (Juilliard School de Nueva York), Vitaly Margulis (UCLA), Galina Egiazarova (Escuela Superior de Música Reina Sofía), Luiz de Moura Castro (Hartford School), Jun Kanno, Niklas Sivelov, Leonel Morales, Julius Andrejevas, Rina Dokshitsky, Carles Marqués, Vlad Dumilescu y Luis Fernando Pérez.
En 2013 es premiado en la XVIII edición del Concurso Internacional Ciudad de San Sebastián. En 2012 obtiene el premio 'Gregorio Baudot' en el XXVI Concurso Internacional Ciudad de Ferrol. También fue galardonado con el premio especial de la Fundación Musical de Málaga a la mejor interpretación de música española. En 2006 obtiene el primer premio en la categoría absoluta del Concurso Internacional "Real Club Náutico de Vigo". Fue galardonado en el X Concurso Internacional Ricard Viñes (2004), I Concurso Asociación Galega de Intérpretes (2004), XII Concurso Internacional Maria Campina (Portugal, 2004), Concurso Alto-Minho (Portugal) donde además obtuvo el premio a la mejor interpretación de obra portuguesa (2003), Concurso Regional para Jóvenes Intérpretes "Real Club Náutico de Vigo" (1998, 2000 y 2002) y IV Concours International de Piano Nikolai Rubinstein de París (1999).
Ha actuado como solista en diversas ciudades de España, así como en Portugal, Francia, Austria y Alemania. Consagrado a su labor como pianista acompañante y músico de cámara, su trabajo en diferentes conjuntos le ha llevado a estar presente en los principales festivales gallegos y a actuar también en Holanda, Bélgica, Noruega, Polonia, Lituania, Letonia, Estonia, Eslovaquia, Hungría, Serbia, Reino Unido e Italia. Desde 2019 es miembro de Trío Bórea, una formación camerística que aboga por la integración de las nuevas tecnologías digitales para crear contenidos interactivos y experiencias de concierto inmersivas en el ámbito de la música de cámara.
Como compositor, sus obras sinfónicas han sido interpretadas por distintas orquestas gallegas y portuguesas y dirigidas por maestros como Javier Viceiro, Christopher Bochmann, Iminas Kucinskas e Isabel Rubio. Fue Director Artístico del colectivo artístico radicado en Málaga Bramnova y desde 2013 dirige y coordina Caspervek Ensemble, una formación dedicada a musicalizar cine mudo en directo con la que actuó en más de una docena de países europeos. Desde el año 2022 sus obras se publican en exclusiva en la editorial austriaca Universal Edition.
Ha desarrollado también una extensa carrera en diferentes géneros como el folk, el jazz, la electrónica o las músicas improvisadas colaborando con artistas tan diversos como Peter Arnesen, el grupo indie Cervan, la Orquesta Gharbo o Nelson Quinteiro y poniendo la música al servicio de otras artes como la poesía o el teatro. Colaboró componiendo música para distintos espectáculos de la Escuela Superior de Arte Dramático de Galicia y con distintos colectivos teatrales como CinemaSticado.
Desde 2017 codirige el programa de radio online Anónimo IV dedicado a la investigación y divulgación musical, que se ha situado como una de las referencias entre los podcasts de música clásica en castellano en estos últimos años.
En agosto de 2022 estrenó su primera ópera, Loba Branca, en el Festival delle Nazione de Città di Castello (Italia), basada en una hermosa tradicional de la sierra del Courel.
Su segunda ópera, Brinca!, se estrenó en el Pazo da Cultura de Pontevedra en mayo de 2023 a cargo de la Orquesta Sinfónica de Pontevedra. Ese mismo mes, la Real Filharmonía de Galicia y el Coro de Cámara Rías Baixas estrenaron Sinfonietta, una pequeña sinfonía coral comisionada por el Consello da Cultura Galega.
Desde mayo de 2023 es el director artístico del Coro de Cámara Rías Baixas.

## Proyectos destacables
- Petite Messe Solennelle, de Gioachino Rossini.
- Requiem en do menor, de Luigi Cherubini.
- Anxos de Compostela, de Rogelio Groba.
- Sete cantigas de amigo, de Brais González.[7]
- Misa de la Coronación, de Wolfgang Amadeus Mozart.[2]
- Réquiem en re menor, de Wolfgang Amadeus Mozart.
- Réquiem en re menor, de Gabriel Fauré.[8]
- Gloria en re mayor, de Antonio Vivaldi.
- Rigoletto, de Giuseppe Verdi.[4]
- Macbeth, de Giuseppe Verdi.[5][6]
- Tosca, de Giacomo Puccini.
- Il barbiere di Siviglia, de Giacomo Puccini.
- Falstaff, de Giuseppe Verdi.
- Peche da Porta Santa (Catedral de Santiago de Compostela), obras de Juan Durán.
- Sinfonietta, de Brais González.
- Il trovatore de Giuseppe Verdi.
- Don Pasquale de Gaetano Donizetti.